# 咬合
咬合（occlusion）又稱，是牙科術語，即是牙齿之间的接触，通常是指上頜骨與下頜骨牙齒對應，当上、下颌牙列咬合面静态（休息）或动态（咀嚼）接触或彼此接近时的关系。
字由四川大学华西口腔医学院第二任院長鄒海帆在1920年代、1930年代創造。如果有咬合不良的情況，則會對牙齒及肌肉等造成問題。

## 安格氏咬合分類
愛德華·安格是最先對異常咬合（又稱錯）作出分類的矯型學家，其主張的分類如下：

### 第一類咬合
中性：臼齒的相對關係正常，但齒列有過份擠擁或暴牙等問題。

### 第二類咬合
遠中：

#### 第一次分類
上排門牙咬在下排門牙的太過前方。

#### 第二次分類
門牙向後傾，兩側的牙齒跟門牙重疊。

### 第三類咬合
近中：下排門牙咬在上排門牙的前方。